# Mateusz Gajdulewicz
Mateusz Gajdulewicz (ur. 22 grudnia 2003 w Warszawie) – polski kolarz szosowy.

## Osiągnięcia
Opracowano na podstawie:
2020
- 2. miejsce w mistrzostwach Polski juniorów (jazda indywidualna na czas)

2021
- 1. miejsce w mistrzostwach Polski juniorów (jazda indywidualna na czas)

2022
- 2. miejsce w mistrzostwach Polski U23 (jazda indywidualna na czas)
- 1. miejsce w górskich szosowych mistrzostwach Polski

## Rankingi
| Rok             | 2022  | 2023  | 2024  |
| --------------- | ----- | ----- | ----- |
| World Ranking   | 1211. | 1412. | 1322. |
| UCI Europe Tour | 848.  | -     | -     |
|                 |       |       |       |
| Źródło: UCI     |       |       |       |